# المفتش ويكسفورد
رئيس المفتشين ريجنالد "ريج" ويكسفورد هو شخصية متكررة في سلسلة من الروايات البوليسية لكاتبة الجرائم والغموض الإنجليزية روث رندل. ظهر لأول مرة في عام 1964 في رواية من الجنون مع الموت، ومنذ ذلك الحين أصبح بطل 23 رواية أخرى (بالإضافة إلى بعض القصص القصيرة). في المسلسلة التلفزيونية ألغاز روث رندل (1987-2000)، لعب دوره جورج بيكر.

## الشخصية
في مقابلة عام 2013، قالت رندل:
 ويكسفورد هو ليبرالي ديمقراطي مع ذلك، وأنا عضو حزب العمال، في الواقع، عضو حزب العمال، لذلك أنا أبعد إلى اليسار منه.
ويكسفورد رجل طويل القامة، يبلغ طوله 6 أقدام و3 بوصات، وله جسم ثقيل وشعر قصير. لديه عيون رمادية ووجه خالي من أي وسامة، لديه بشرة فاتحة تحترق بسهولة في الشمس. لم تجعل روث رندل الأمر سهلاً على نفسها من خلال تثبيت ويكسفورد في سن 52 عامًا في روايتها الأولى.
```
ويكسفورد رجل ذكي و حساس لديه زوجة هادئة دورا، وابنتين شيلا وسيلفيا. لديه علاقة جيدة مع شيلا المفضلة لديه ولكن علاقته صعبة مع سيلفيا (التي دائمًا ما تشعر بالاهانة على الرغم من أنه لا ينوي في الواقع أن يستهين بها. كما أن لديه صداقة قوية مع المحقق مايك بوردن.
```

## التأليف
تدور أحداث سلسلة روايات ويكسفورد في "كينجسماركهام"، وهي مدينة خيالية في ساسكس. وذُكر أن كينغسماركهام "مستوحى من ميدهرست في وست ساسكس".
تقول رندل إن بلدة كينغسماركهام "ليست رومانسيًا على الإطلاق، مع المباني الحديثة القبيحة، ومحلات السوبر ماركت الضخمة، ومواقف السيارات المفتوحة ومرائب الحافلات، والمجمعات المترامية الأطراف من مساكن السلطة المحلية مع مركز الشرطة، وبها صندوق خرساني من خَوازِيق وسط البيوت المكتظة في شارع هاي … وقطعة من القمامة المبهرجة في ساحة رعوية، وبها أثاث حديث، وقاعة استقبال أنيقة لامعة"

## الروايات
1. المجنونة مع الموت (1964)
2. عقد إيجار جديد للموت (1967) (المعروف باسم خطايا الآباء في الولايات المتحدة)
3. الذئب إلى المذبح (1968)
4. أفضل رجل يموت (1969)
5. مفاجأة شيء مذنب (1970)
6. لا مزيد من الموت بعد ذلك (1971)
7. جريمة قتل تُرتكب مرة واحدة (1972) (تُعرف باسم جريمة قتل تُرتكب مرة واحدة في الولايات المتحدة)
8. البعض يكذب والبعض يموت (1973)
9. مصافحة للأبد (1975)
10. حياة نائمة (1978)
11. ارتديها بالمكر (1981) (المعروفة باسم مذكرات الموت في الولايات المتحدة)
12. رئيس الماندرين (1983)
13. قسوة الغربان (1985)
14. المحجبة (1988)
15. تقبيل ابنة المدفعي (1992)
16. سيميسولا (1994)
17. غضب الطريق (1997)
18. ضرر الواقع (1999)
19. الأطفال في الغابة (2002)
20. النهاية بالدموع (2005)
21. ليس في الجسد (2007)
22. الوحش في الصندوق (2009)
23. القبو (2011)
24. العندليب الخالي من الرجال (2013)

## الروابط الخارجية
- المفتش ويكسفورد - يحتفل بالكتب والمسلسلات التلفزيونية.